# Demonax puerilis
Demonax puerilis là một loài bọ cánh cứng trong họ Cerambycidae.